# Bayou Cane
Bayou Cane – jednostka osadnicza (census-designated place) w parafii Terrebonne, w południowo-wschodniej części stanu Luizjana, w Stanach Zjednoczonych, położona nad rzeką Bayou Terrebonne. W 2010 roku miejscowość liczyła 19 355 mieszkańców.